# 米尔顿 (华盛顿州)
米尔顿（英文：Milton），是美国华盛顿州皮尔斯县下属的一座城市。根据 2000年美国人口普查，该市有人口5,795人。根据2010年美国人口普查，该市有人口6,968人。而2011年估计该市有7,058人。